# Fol·licle de Naboth
Un fol·licle de Naboth és un quist ple de moc a la superfície del coll uterí. Amb major freqüència es produeixen quan l'epiteli escatós estratificat de l'exocèrvix (cap a la vagina) creix amb la epiteli columnar simple de l'endocèrvix (cap a l'úter). Aquest creixement dels teixits pot bloquejar les criptes cervicals (cavitats subdèrmiques generalment de 2-10 mm de diàmetre), atrapant el moc cervical dins de les criptes. La transformació de tipus de teixit es diu metaplàsia. Els fol·licles de Naboth també es coneixen com a quists de Naboth, quists de retenció mucilaginosos o quists epitelials d'inclusió. S'anomenen per l'anatomista alemany Martin Naboth (1675-1721), que va escriure sobre ells en un tractat titulat De sterilitate mulierum de 1707. No obstant això, s'han descrit amb anterioritat per cirurgià francès Guillaume Desnoues (1650-1735). A causa que és un terme derivat, Naboth no s'escriu amb majúscula inicial.
Els fol·licles de Naboth apareixen amb més freqüència com protuberàncies fermes en la superfície del coll uterí. Una dona pot notar el quist quan s'insereix un diafragma o un caputxó cervical, o en revisar el coll uterí com a part d'una revisió ginecològica. Un metge pot notar els quists durant un examen pelvià.
Els fol·licles de Naboth es consideren inofensius i solen desaparèixer per si sols, Algunes dones noten que apareixen i desapareixen en relació amb el seu cicle menstrual. Si una dona no està segura de l'anomalia que ha trobat en el seu coll uterí és un fol·licle de Naboth es recomana una visita a un metge per descartar altres condicions mèdiques.
En rares ocasions, els quists de Naboth tenen una correlació amb la cervicitis crònica, una infecció inflamatòria del coll de l'úter.
Els fol·licles de Naboth no es consideren problemàtics llevat que apareguin símptomes secundaris molt grans i el present. Un metge podria fer una colposcòpia o una biòpsia en un fol·licle de Naboth per detectar càncer o altres problemes. Dos mètodes per a l'eliminació d'aquests quists inclouen electrocauterització, encara que es poden formar nous quists després del procediment.